# Zöldfejű amazília
A zöldfejű amazília (Agyrtria viridifrons) a madarak osztályának sarlósfecske-alakúak (Apodiformes) rendjébe és a kolibrifélék (Trochilidae) családjába tartozó faj.

## Rendszerezés
Besorolása vitatott, egyes rendszerezők az Amazilia nembe sorolják Amazilia viridifrons néven.

## Előfordulása
Mexikó, Belize és Guatemala területén honos. A természetes élőhelye szubtrópusi vagy trópusi száraz erdők, síkvidéki esőerdők, síkvidéki száraz cserjések, valamint vidéki kertek és városi környezet.

## Alfajai
- Amazilia viridifrons viridifrons (Elliot, 1871)
- Amazilia viridifrons wagneri A. R. Phillips, 1966[2]